# Współcześni historycy brytyjscy
Współcześni historycy brytyjscy. Wybór z pism – antologia prac historyków brytyjskich opracowana przez Jerzego Kędzierskiego. 
Książka ukazała się pod auspicjami Polskiego Towarzystwa Historycznego na Obczyźnie, nakładem B. Świderskiego w Londynie. W antologii ukazały się fragmenty prac następujących historyków: Ernest Barker (1874-1960), Alexander Bruce Boswell (1884-1962), Denis William Brogan (1900-1974), Herbert Butterfield (1900-1979), George Norman Clark (1890-1979), Robin George Collingwood (1889-1943), Christopher Dawson (1889-1970), Robert Ensor (1877-1958), H. A. L. Fisher (1865-1940), George Peabody Gooch (1873-1968), John Marriott (1859-1945), Lewis Namier (1888-1960), John Ernest Neale (1890-1975), Charles Oman (1860-1946), Richard Pares (1902-1958), William Fiddian Reddaway (1872-1949), Steven Runciman (1903-2000), Frank Stenton (1880-1967), Richard Tawney (1880-1962), A.J.P. Taylor (1906-1990), Harold Temperley (1879-1939), Arnold Joseph Toynbee (1889-1975), George Macaulay Trevelyan (1876-1962), Charles Webster (1886–1961). 
Książka jest zaopatrzona dwoma wstępami: brytyjskim i polskim autorstwa: Georga P. Goocha oraz Jerzego Kędzierskiego. Wszystkie teksty były poprzedzone notami biograficznymi i wskazówkami bibliograficznymi. Fragmenty przywołane w książce były pierwszymi tłumaczeniami dzieł tych historyków i w dużej mierze tak pozostało do dzisiaj. 